# 勒克兰冈
勒克兰冈（法語：Reclinghem，法語發音：[ʁəklɛ̃ɡɑ̃]）是法国上法蘭西大區加来海峡省的一个市镇，属于圣奥梅尔区。

## 地理
勒克兰冈（50°34'23"N, 2°10'34"E）面积6.05 平方千米，位于法国上法蘭西大區加来海峡省，该省份为法国北部沿海省份，西北濒北海，南至索姆省，东临北部省。
与勒克兰冈接壤的市镇（或旧市镇、城区）包括：科耶克、博米、代讷布勒克、芒卡、万克利。
勒克兰冈的时区为UTC+01:00、UTC+02:00（夏令时）。

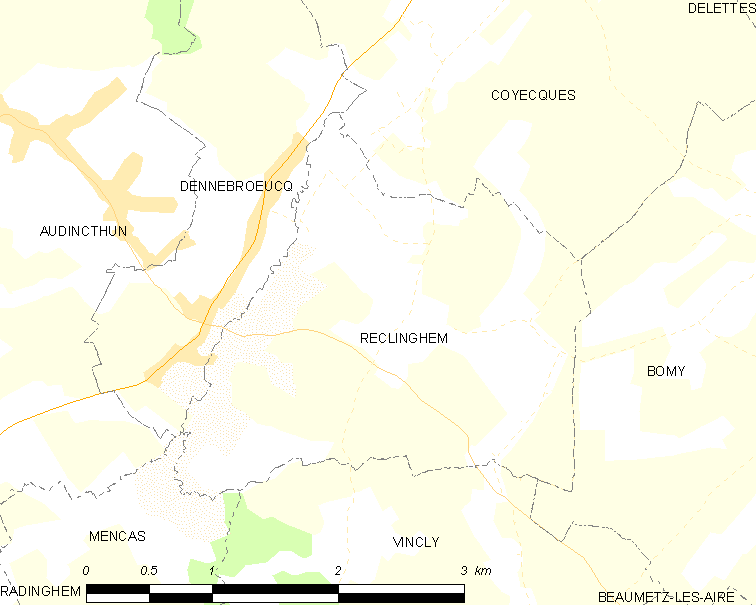
勒克兰冈的OSM定位图

## 行政
勒克兰冈的邮政编码为62560，INSEE市镇编码为62696。

## 政治
勒克兰冈所属的省级选区为弗吕日县。

## 人口

1962-2008年间勒克兰冈人口变化图示

勒克兰冈于2022年1月1日时的人口数量为234人。